# Troisième Assemblée nationale grecque
La Troisième Assemblée nationale grecque (grec moderne : Γ' Εθνοσυνέλευση / 3e Ethnosinélefsi) se tint, au cours de différentes sessions, entre avril 1826 et avril 1827. 
Les travaux de l'assemblée avaient débuté en avril 1826, à Piada (Épidaure), où avait eu lieu la première assemblée en 1822 ; les députés s'étaient cependant séparés après la nouvelle de la chute de Missolonghi, et ne purent se mettre d'accord sur un nouveau lieu de réunion, les divisions partisanes aboutissant même à la constitution de deux assemblées rivales, à Kastri et à Égine. Trézène fut donc finalement choisie début 1827.
Les décisions les plus importantes pour l'avenir ayant été prises à Trézène au printemps 1827, elle est parfois appelée « Assemblée nationale de Trézène ».

## Contexte
La Grèce se trouvait depuis 1825 dans une situation difficile au cours de sa guerre d'indépendance. Après les guerres civiles qui avaient déchiré le camp grec en 1824, la contre-attaque d'Ibrahim Pacha à partir de février 1825 et l'évolution du siège de Missolonghi nécessitaient la réunion d'une nouvelle Assemblée nationale pour tenter de sauver l'insurrection. 

## Assemblée d'Épidaure
Le scrutin se déroulait selon les règles définies par la loi électorale du 2 novembre 1822, modifiée en 1823. La loi de 1822 avait accordé le droit de vote au « chef de famille » et avait prévu un député par province selon un suffrage indirect majoritaire à trois étages ; elle avait été modifiée en 1823 pour accorder deux élus aux provinces les plus peuplées et des députés en encore plus grand nombre aux îles d'Hydra, Spetses et Psara en raison de l'importance de leur flotte dans le conflit. La constitution de 1823 prévoyait, comme celle de 1822, que les députés seraient élus pour un an.
Convoqués en théorie pour décembre 1825, les députés ne s'accordèrent sur un lieu de réunion qu'après plusieurs mois, et après avoir envisagé Nauplie puis Mégare c'est finalement le village de Piada qui fut choisi, comme en 1822, sur l'avis de Germanós de Pátras. Les députés étaient au nombre de 127, sous la présidence de Panoutsos Notaras et la vice-présidence de Ioánnis Logothétis. 
Les travaux débutèrent le 18 avril. Malgré les facteurs de guerre civile toujours présents, les mauvaises nouvelles qui s'accumulaient obligèrent les Grecs à s'entendre ; Missolonghi tomba le 22 avril, et Fabvier avait dû évacuer l'Eubée au début du mois.
Les deux principales questions abordées furent une demande à la Grande-Bretagne de s'entremettre pour négocier un armistice et un traité avec l'Empire ottoman, et la constitution d'un nouveau gouvernement, l'Exécutif précédent (Koundouriotis, Kolettis, K. Mavromichalis, Spiliotakis et Bottasis) ayant cessé ses fonctions au début de l'assemblée. 
L'assemblée adressa donc une lettre publique à l'ambassadeur anglais à Constantinople, Stratford Canning.
L'Exécutif de cinq membres ne fut pas renouvelé, et remplacé par deux commissions : une Commission exécutive de onze membres, et une Commission législative de douze membre, ceci afin que toutes les régions fussent représentées au gouvernement. Les primats du Péloponnèse prirent l'avantage, et tous les membres nommés étaient considérés comme partisans de l'Angleterre.
La Commission exécutive, présidée par Andréas Zaïmis, comprenait Petrobey, Anagnóstis Deligiánnis, Geórgios Sisínis pour le Péloponnèse ; S. Trikoupis de Missolonghi, I.Vlachos d'Athènes et Zotos de Lamia pour la Roumélie ; Tzamados d'Hydra, Anargyros de Spetses, Monarchidis de Psara et Dimitrakopoulos pour les îles de l'Égée.
La Commission législative présidée par Germanos de Patras comprenait entre autres Panoutsos Notaras, Anastasios Londos, et un Crétois. Elle avait pour tâche de mener les négociations de paix.
Sur le plan militaire, Kolokotronis conservait le commandement en Morée, Gouras était nommé commandant en Roumélie orientale et Karaïskaki en Roumélie occidentale.
Les ventes des biens nationaux récemment effectuées furent annulées, un coup porté au précédent gouvernement car Koundouriotis avait été le principal acquéreur.
Au bout d'une dizaine de jours, l'assemblée fut ajournée jusqu'à la fin de septembre et le nouveau gouvernement prit ses fonctions à Nauplie.

## Période d'instabilité
Les rivalités entre factions, déjà à l'origine des guerres civiles précédentes, reprirent rapidement, à la faveur de nouveaux retournements d'alliance entre les principaux dirigeants, qui se partageaient cette fois entre trois courants : les partisans de Kolokotronis et de la Russie ; les membres du gouvernement, sous l'autorité de Zaïmis, proches de l'Angleterre, de tendance libérale, et soutenus par une partie des primats des îles ; et le clan Koundouriotis, écarté du pouvoir par l'assemblée précédente.
La commission législative fixa en août le lieu et la date de la prochaine réunion des députés, qui furent convoqués pour le 12 septembre à Poros. Ce choix d'une île ne convenait pas à Kolokotronis, qui craignait d'être isolé de ses troupes ; il demanda que l'assemblée se tienne à Kastri, en Argolide, où il s'installa avec ses partisans. L'assemblée prévue n'eut donc finalement pas lieu. Par ailleurs, ayant appris que Koundouriotis s'était entretemps installé à Poros, où il avait une forte influence, le gouvernement chercha un lieu de réunion plus éloigné à la fois du Péloponnèse et d'Hydra.
Le 23 novembre, le gouvernement, conforté par des nouvelles favorables de l'ambassadeur Canning, quitta Nauplie en proie à une épidémie et à des troubles, et transféra son siège à Égine, sous prétexte de mieux superviser les opérations en Roumélie, et notamment autour d'Athènes. Il convoqua dans cette île une nouvelle assemblée, annonçant que les travaux débuteraient dès qu'un quorum de 2/3 des députés serait atteint ; ce nombre ne fut cependant pas atteint et l'assemblée fut repoussée. 
Des troubles se produisirent à Nauplie entre les partisans de T. Grivas et de N.Fotomaras, un capitaine souliote ; des échanges de tirs eurent ainsi lieu entre les forts de Palamède et de l'Acronauplie en décembre.
Sur Hydra, des séditions populaires et des rivalités entre les grandes familles (le clan Koundouriotis étant opposé aux Tombazis, Miaoulis, etc) firent quelques morts et provoquèrent l'intervention armée du commandant de la flottille britannique, Hamilton, qui saisit pour piraterie le navire de Koundouriotis, et, n'arrivant pas à réconcilier les adversaires, posta la frégate Glasgow à Poros pour empêcher les Koundouriotis de s'emparer des navires de leurs opposants qui y étaient ancrés.
Les partisans hydriotes de Koundouriotis, attribuant l'intervention anglaise aux manœuvres du gouvernement (pro-anglais) d'Égine, révoquèrent leurs représentants et se tournèrent alors vers Kolokotronis, entrainant avec eux les Spetsiotes et les Psariotes ; ils furent rejoints par les Samiens et les Crétois, ainsi que par Geórgios Sisínis qui avait quitté ses collègues au moment de leur départ de Nauplie. Devant ces défections, le gouvernement d'Égine tenta des ouvertures, qui furent repoussées, si bien qu'une assemblée fut déclarée ouverte à Kastri le 23 février, présidée par Sisínis (il avait déjà été aux côtés de Kolokotronis lors de la seconde guerre civile, et avait été emprisonné avec lui à Hydra en 1825). Le gouvernement d'Égine réagit en ouvrant de son côté une assemblée sur l'île. Chaque assemblée ayant multiplié les représentants par des élections irrégulières, elles pouvaient toutes deux afficher le quorum requis des 2/3 des députés.

## Assemblée de Kastri
Les partisans de Kolokotronis et de Koundouriotis, alliés de circonstances, ne s'accordaient que sur un petit nombre de points : l'adhésion au principe de la médiation anglaise sur les bases posées par Canning, l'appel à l'ambassadeur de France à Constantinople à intervenir de son côté en faveur de Grecs, et l'annulation du décret de proscription ayant frappé Ypsilantis lors de l'assemblée précédente après son discours condamnant le recours exclusif à la médiation britannique.
Le principal but de Kolokotronis et de son conseiller Métaxas était de placer Ioannis Kapodistrias à la tête de l'État, ce qui s'opposait aux projets de Koundouriotis ; les deux partis ne purent donc s'entendre et les travaux de l'assemblée restèrent au point mort. Métaxas aurait alors été tenté de faire proclamer Kapodistrias président par les seuls députés moréotes, puis de dissoudre l'assemblée, mais Kolokotronis préféra profiter de l'arrivée de deux philhellènes de marque pour, selon Gordon, « renverser grâce à des Anglais le Parti anglais ».
Le général Church débarqua en effet à Pórto Chéli, près de Kastri, le 9 mars, et fut accueilli triomphalement par son ancien subordonné Kolokotronis et ses partisans ; il refusa cependant de s'engager plus avant tant que les Grecs ne se seraient pas entendus, et s'embarqua le 11 pour Égine en compagnie d'Hamilton, afin de rencontrer le gouvernement.

## Assemblée de Trézène
Les différentes factions finirent par s'entendre sur la tenue d'une assemblée unifiée, sous la pression de Church et Cochrane, qui venaient d'arriver en Grèce. L'assemblée se tint donc à partir d'avril dans le village de Damalas, près de l'ancienne Trézène.
Les gouvernements collectifs précédents : législatif confié à un Sénat et exécutif relevant d'une commission de cinq membres (appelée l'Exécutif), n'avaient fait qu'entretenir les dissensions, voire nourrir les guerres civiles. Il fut donc décidé de créer la fonction suprême de Gouverneur de la Grèce (Κυβερνήτης). Elle fut confiée le 11 avril 1827 à Ioánnis Kapodístrias. De même, Thomas Cochrane de Dundonald fut nommé commandant en chef sur mer et Richard Church commandant en chef sur terre.
Le 1er mai, une nouvelle constitution, de 150 articles, fut votée. Pour la première fois, elle n'était pas dite «provisoire» comme les précédentes. Elle établissait la souveraineté populaire et la séparation des pouvoirs. Elle interdisait aussi toute exportation d'antiquités. Avant de se séparer le 3 mai, l'Assemblée désigna Nauplie comme capitale du pays.